# بريستول سكاوت
بريستول سكاوت (بالإنجليزية: Bristol Scout)‏ هي طائرة استكشاف بمحرك دوار أنتجت في 1914 ببريطانيا. من صناعة شركة طائرات بريستول. كانت تستخدم بشكل أساسي من قبل الفيلق الجوي الملكي. كان أول طيران لها في 23 فبراير 1914. صنع منها 374 طائرة.